# Arèola (botànica)

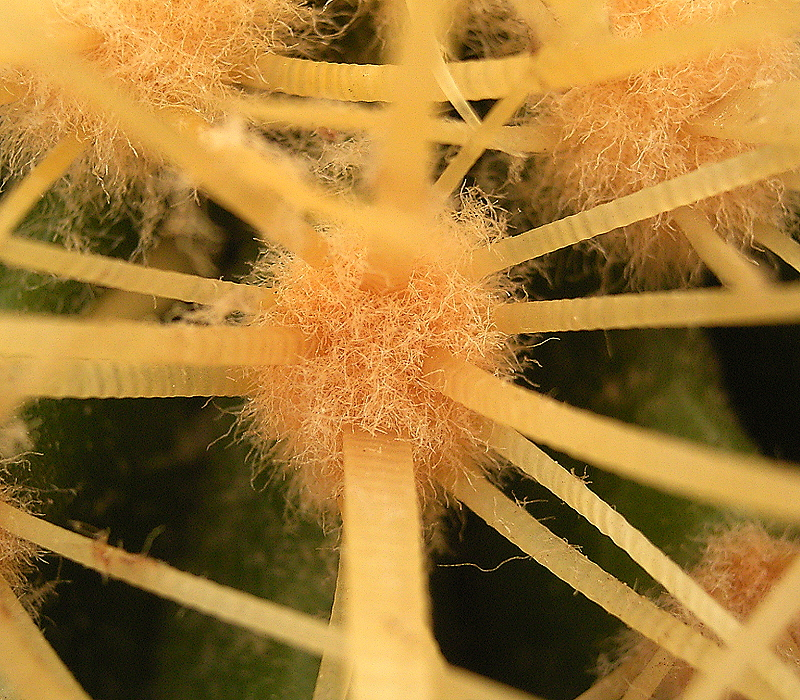
Detall de l'arèola dEchinocactus grusonii

L'arèola és la característica distintiva de la família de les cactàcies i serveix per a identificar-la i distingir plantes suculentes semblants però que són d'altres famílies. Les arèoles són gemmes axil·lars altament especialitzades, zones meristemàtiques, clarament visibles i normalment apareixen com petites protuberàncies de colors clars o foscos, d'on sorgeixen grups d'espines.
El meristema que es troba a l'arèola dona origen a espines i, a la subfamília Opuntioideae, també gloquidis, petites espines que es desprenen i que constitueixen una forma de protecció extra. Una altra estructura que es produeix en el meristema areolar és el tricoma, que tenen diferents consistències. Finalment, però no menys important, el meristema areolar també dona origen a les flors en la majoria de les espècies de cactàcies, amb algunes excepcions notables.
Es creu que les arèoles van evolucionar per a adaptar-se al clima àrid del desert, quedant reduïdes a gemmes d'on sorgien fulles rudimentàries que, amb el temps, van passar a convertir-se en espines per protegir les plantes dels depredadors i la calor, així com per reduir la pèrdua d'aigua.
Alguns cactus no tenen espines en les arèoles, però en canvi presenten gloquidis, uns petits coixinets amb vellositats, pèls afilats i curts, molt difícils de treure quan es punxen a la pell. Altres els maquen espines i gloquidis, però tenen pèls llanosos exclusivament, tal com és el cas de les espècies del gènere Lophophora.

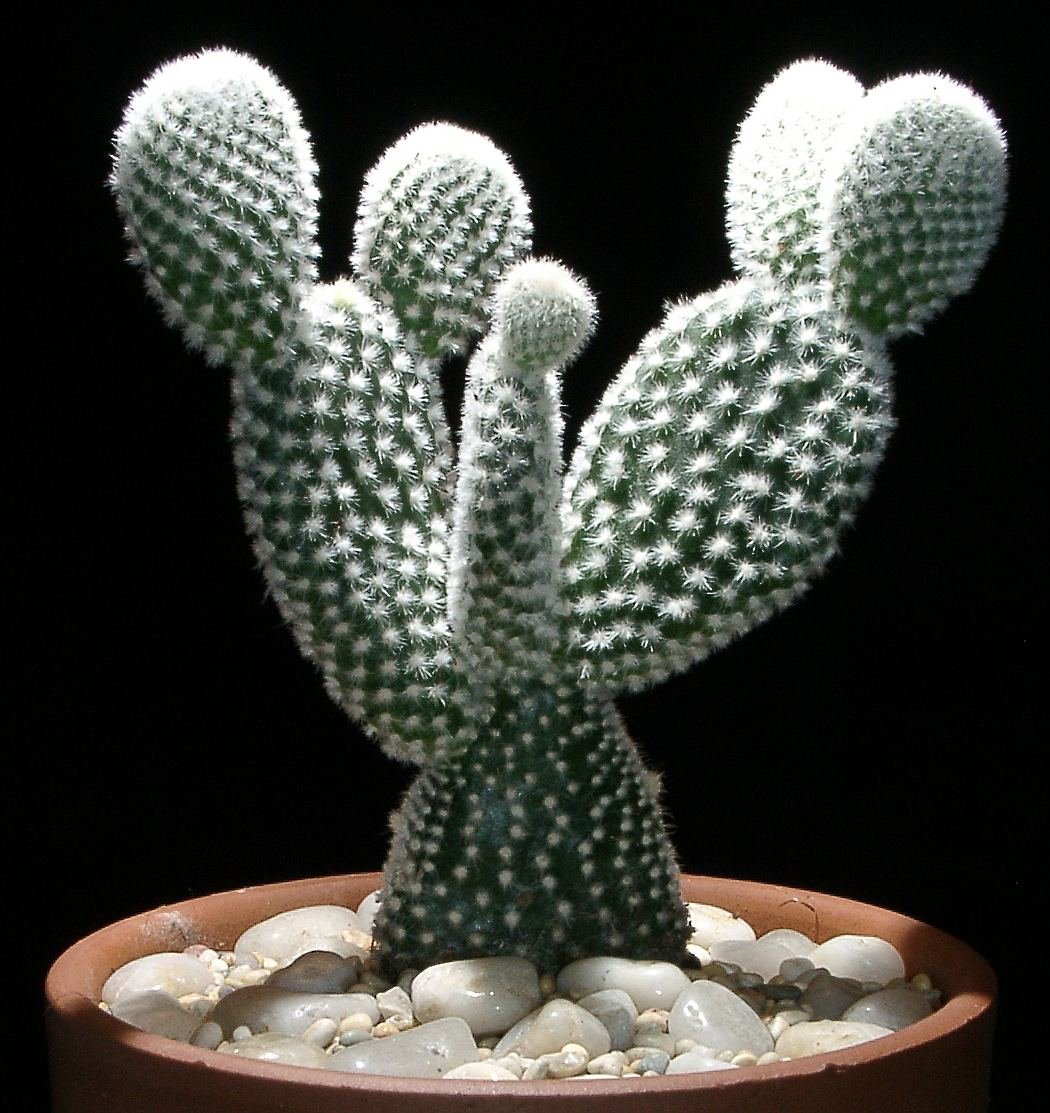
Opuntia microdasys una de les espècies amb gloquidis.

## Importància
Les arèoles representen una important modificació evolutiva per a aquestes plantes. Donen origen a les espines, que són el seu principal mitjà d'autodefensa i, a més, el fet que les espines sorgeixin d'elles en lloc de sorgir directament de la tija, proporciona un recobriment molt més efectiu que en altres plantes.
D'altra banda, les arèoles produeixen espines de molt diverses mides, en quantitat diferent i de tipus variat per a adaptar-se a les necessitats específiques de cada espècie. Una arèola típica pot tenir una o més espines centrals llargues i afilades, que serveixen com a defensa. Al voltant d'elles hi ha, sovint, nombroses espines radials (10 o més) més petites que sorgeixen de les vores de l'arèola i serveixen per donar ombra a la planta i retenir una mica d'aire fresc entre elles i la tija.